# Joseph Mutunga Mbithi
Joseph Mutunga Mbithi (* 12. Dezember 1975) ist ein kenianischer Marathonläufer.
2003 siegte er beim Südtirol-Marathon.
2005 wurde er mit seiner persönlichen Bestzeit von 2:11:53 h Sechster beim Dubai-Marathon und gewann den Istanbul-Marathon. Im Jahr darauf war er beim Edinburgh-Marathon siegreich.